# Occupation des îles Anglo-Normandes
 (août 2022).
Si vous disposez d'ouvrages ou d'articles de référence ou si vous connaissez des sites web de qualité traitant du thème abordé ici, merci de compléter l'article en donnant les références utiles à sa vérifiabilité et en les liant à la section « Notes et références ».
L'occupation des îles Anglo-Normandes renvoie à la période de l'histoire où les îles Anglo-Normandes sont militairement occupées par l'Allemagne pendant la Seconde Guerre mondiale, ce qui fait d'elles les seuls territoires des îles Britanniques à avoir été envahis par la Wehrmacht. Cette occupation couvre la période allant du 30 juin 1940 à la libération, le 9 mai 1945. Ne faisant pas partie du Royaume-Uni, ces îles recouvrent les dépendances de la Couronne des bailliages de Jersey (îles de Jersey, des Écréhou et des Minquiers) et de Guernesey (îles de Guernesey, Herm et Sercq et Aurigny).

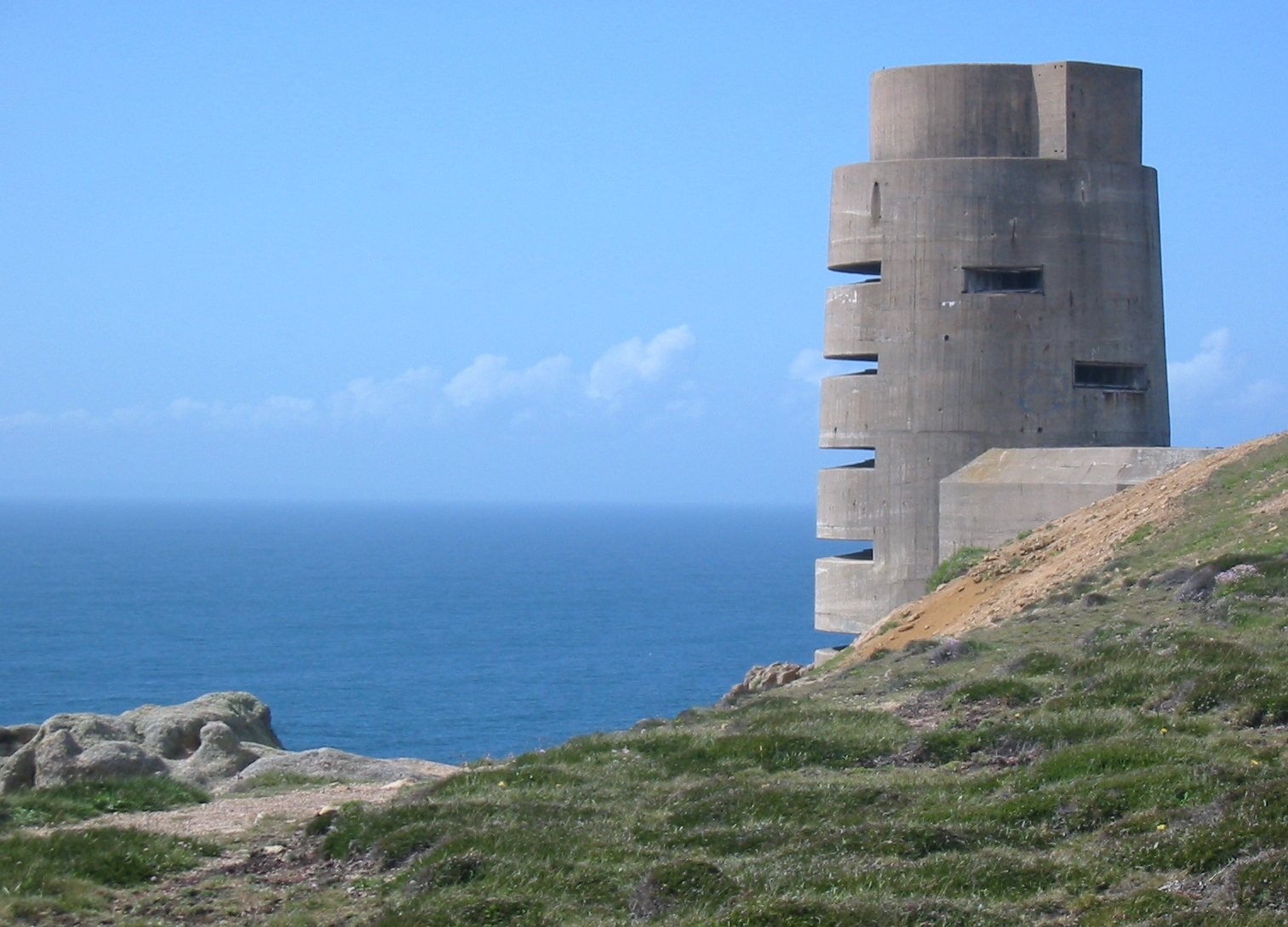
Faisant partie du Mur de l'Atlantique, les îles Anglo-Normandes ont vu, pendant leur occupation, les forces allemandes et l'Organisation Todt construire des fortifications sur leurs côtes, comme ici la tour d'observation des Landes, Jersey.

| \| \| Jersey Guernesey Aurigny Herm Sercq Brecqhou Burhou Les Casquets Jéthou Les Dirouilles Les Minquiers Les Écréhou Les Pierres de Lecq Lihou Les Houmets Ortac |
| Localisation des îles Anglo-Normandes sur la Manche |

| Localisation des îles Anglo-Normandes sur la Manche |

## Avant l'occupation

### Démilitarisation
Le 15 juin 1940, le gouvernement britannique décide que les îles Anglo-Normandes n'ont pas d'importance stratégique et ne seraient pas défendues. Londres estime alors que la défense des îles mobiliserait plusieurs dizaines de milliers de soldats anglais qui, obligés d'y stationner, ne seraient pas sur d'autres fronts plus stratégiques. Ainsi, et en dépit de la réticence du Premier ministre Winston Churchill, le gouvernement britannique abandonne la plus ancienne Dépendance de la Couronne « sans avoir tiré le moindre coup de feu ». Pour les Allemands, l'occupation des îles Anglo-Normandes n'a aucun autre but que de celui d'une propagande de prestige concernant l'occupation d'un territoire britannique. Les « îles Anglo-Normandes ont donc été démilitarisées et déclarées… ville ouverte ».

### Évacuation
Le gouvernement britannique consulte les autorités des îles dans le but d'organiser l'évacuation des habitants. Néanmoins, les opinions sur ce sujet sont divisées, entraînant des prises de position divergentes entre les différentes îles. Cela ne permet pas de mener une politique commune et cohérente. Le gouvernement britannique décide alors que la meilleure politique est de mettre autant de navires que possible à la disposition des habitants qui ont ainsi la possibilité de partir s'ils le désirent. Les autorités d'Aurigny recommandent à tous ses habitants d'évacuer, et presque tous le font. À l'opposé, la Dame de Sercq, Sybil Mary Collings Beaumont, encourage les Sercquiais à rester. À Guernesey, les autorités décident l'évacuation des enfants d'âge scolaire, si les parents le souhaitent. Ils ont alors la possibilité de partir avec eux. La majorité des Jersiais décide de rester.

### Invasion

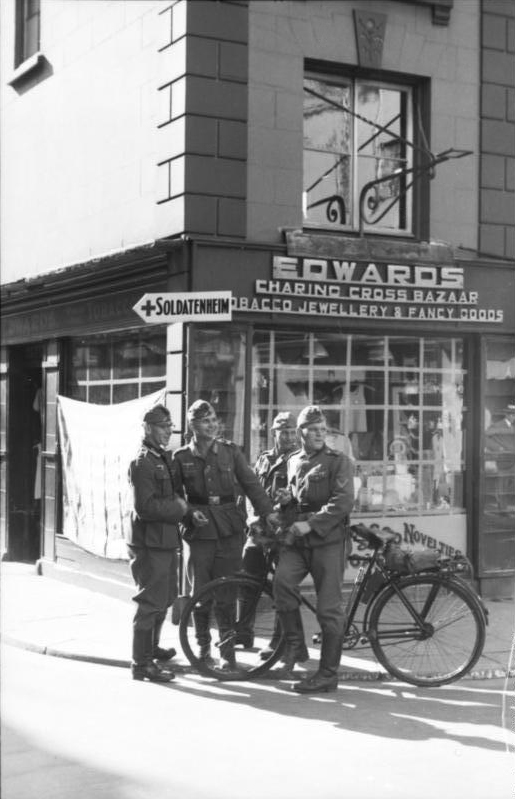
Soldats allemands à Jersey en 1941.

La Wehrmacht, ignorant que les îles sont démilitarisées, a une approche très précautionneuse dans son invasion. Le 28 juin 1940, les Allemands envoient un escadron de bombardiers en mission au-dessus des îles et bombardent les ports de Jersey et de Guernesey. À Saint-Pierre-Port, la mission de reconnaissance allemande croit voir des véhicules militaires de transport de troupes mais il s'agit en fait de convois chargés de tomates pour les personnes évacuées. Quarante-quatre insulaires sont tués au cours de ces raids aériens.[réf. nécessaire]
Alors que l'armée allemande se prépare à une opération d'invasion avec deux bataillons, le pilote d'un avion de reconnaissance qui s'est posé à Guernesey reçoit la reddition officielle de l'île, le 30 juin 1940. Jersey se rend le 1er juillet. Aurigny, où il ne reste presque plus personne, est occupée le lendemain et un petit détachement allemand va de Guernesey à Sercq qui se rend officiellement le 4 juillet.[réf. nécessaire]

## Occupation
Les forces allemandes consolident rapidement leurs positions. L'infanterie s'y installe, des réseaux de communication sont créés, ainsi qu'une défense antiaérienne. Un service aérien est créé entre les îles et la France occupée.

### Gouvernement
À Guernesey, le bailli, Sir Victor Carey, et les États de Guernesey cèdent le contrôle aux autorités allemandes. La gestion des affaires courantes de l'île est confiée à un comité de contrôle, présidé par Ambrose Sherwill.
Une monnaie d'occupation (scrip) est émise à Guernesey pour garder une certaine activité économique. Les militaires allemands utilisent une forme propre de scrip pour le paiement de biens ou de services.
Les autorités allemandes changent les îles de fuseau horaire, les faisant passer du fuseau UTC+0, c'est-à-dire le fuseau de l'Europe de l'Ouest, au fuseau UTC+1, c'est-à-dire le fuseau de l'Europe centrale. Les numérotations des routes sont aussi changées ainsi que le sens de circulation, les véhicules devant rouler à droite comme sur le continent, et non plus à gauche comme dans les îles Britanniques.

### Camps de concentration d'Aurigny

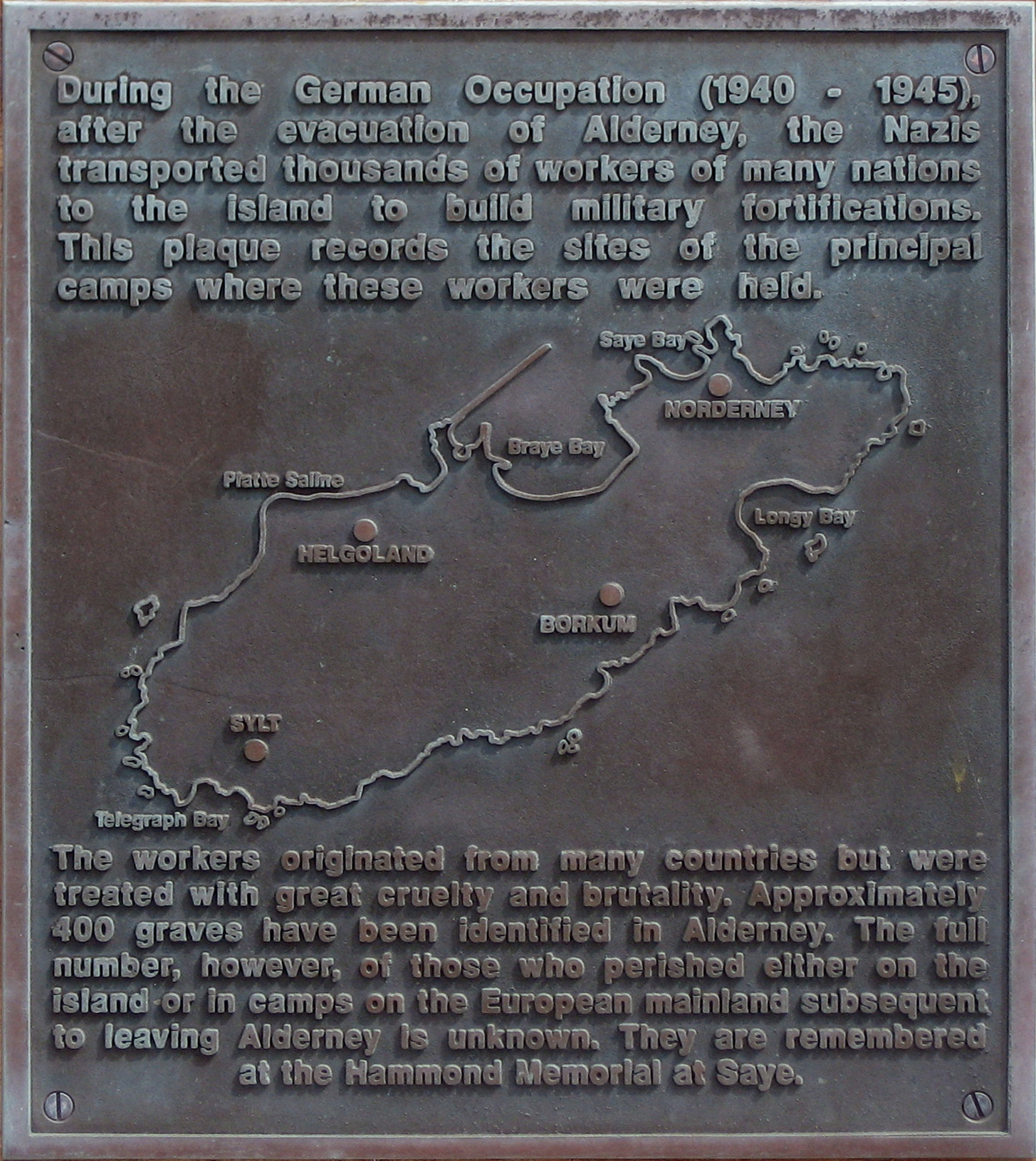
Plaque du souvenir des camps de concentration d'Aurigny, dans lesquels ont vécu les prisonniers qui ont construit les fortifications allemandes du mur de l'Atlantique dans l'île. « Durant l'occupation allemande (1940-1945), après l'évacuation d'Aurigny, les nazis ont transporté des milliers de travailleurs de plusieurs nationalités jusqu'à cette île pour construire des fortifications militaires. Cette plaque indique les sites des principaux camps où étaient détenus les travailleurs… Les travailleurs étaient originaires de plusieurs pays mais étaient traités de manière très cruelle et brutale. Approximativement 400 tombes ont été identifiées sur Aurigny. Le nombre total, cependant, de ceux qui ont péri soit sur l'île soit dans des camps sur le continent après avoir été évacués de l'île est inconnu. Leur souvenir est gardé au Hammond Memorial à Saye. »

Les Allemands construisent, sur l'île d'Aurigny, quatre camps de concentration qui dépendent du camp principal de Neuengamme, en Allemagne. Les quatre camps — le camp Norderney situé à Saye, le camp Borkum à Platte Saline, le camp Sylt situé près de l'ancienne tour télégraphique à La Foulère et le camp Heligoland dans l'extrémité nord-ouest d'Aurigny — reçoivent le nom d'une des Îles de la Frise : Norderney, Borkum, Sylt et Heligoland. L'Organisation Todt opère dans chaque camp en ayant recours au travail forcé pour construire des bunkers, des abris anti-aériens et diverses fortifications.
Les camps Borkum et Heligoland sont des camps de travail pour « volontaires » (Hilfswillige) et les travailleurs de ces camps sont traités durement mais bien mieux que ceux des deux autres camps. Le camp Borkum était constitué de travailleurs d'Allemagne et d'autres pays européens et le camp Heligoland était constitué de travailleurs de Russie recrutés par l'Organisation Todt. Le camp Norderney reçoit des prisonniers européens (principalement de l'Europe de l'Est et de Russie mais aussi d'Espagne). Le camp Sylt reçoit des prisonniers juifs. En 1943, les camps Norderney et Sylt, regroupant les prisonniers européens et juifs, sont placés sous l'autorité du Hauptsturmführer SS Max List. Plus de 700 prisonniers sont morts et les survivants sont transférés dans d'autres camps en Allemagne en 1944.

### Résistance et collaboration

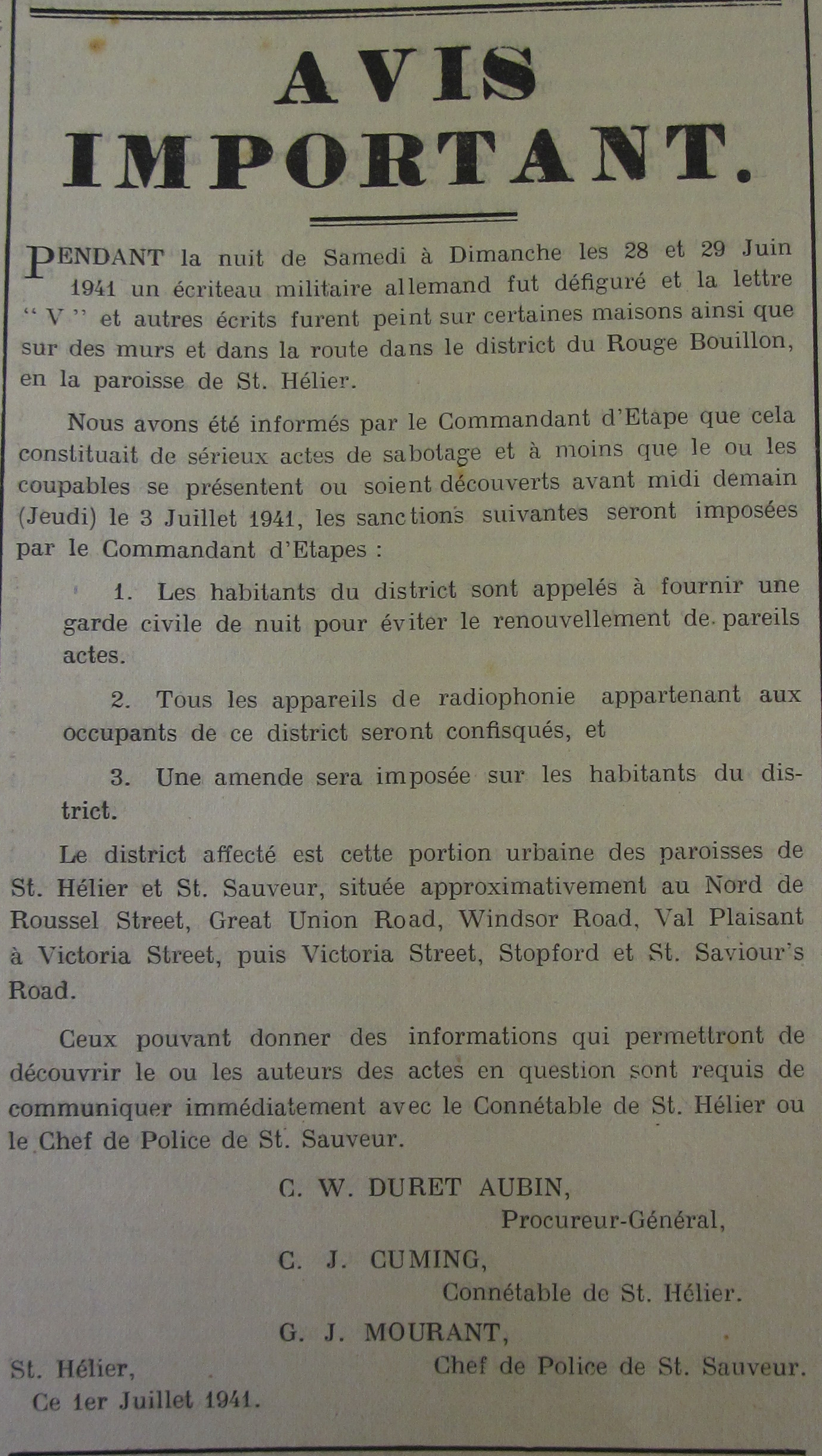
Affiche en français informant de mesures contre des actes de résistance à Jersey : « Pendant la nuit de samedi à dimanche les 28 et 29 juin 1941 un écriteau militaire allemand fut défiguré et la lettre « V » et autres écrits furent peints sur certaines maisons ainsi que sur des murs et dans la route dans le district du Rouge Bouillon, en la paroisse de St. Hélier. ».

Il n'y a pas eu de mouvement de résistance dans les îles à un niveau comparable à celui de la France occupée. Ceci est dû à un faisceau de facteurs, comprenant l'éloignement géographique des îles, la densité des troupes allemandes (presque un soldat allemand pour deux insulaires), la petite taille des îles (ce qui amène de fait peu de possibilités de caches ou de dépôts) mais aussi l'absence de la Gestapo dans ces territoires. De plus, une grande partie de la population en âge de combattre (et donc la plus à même de mener des mouvements de résistance) a quitté les îles pour intégrer l'armée britannique.

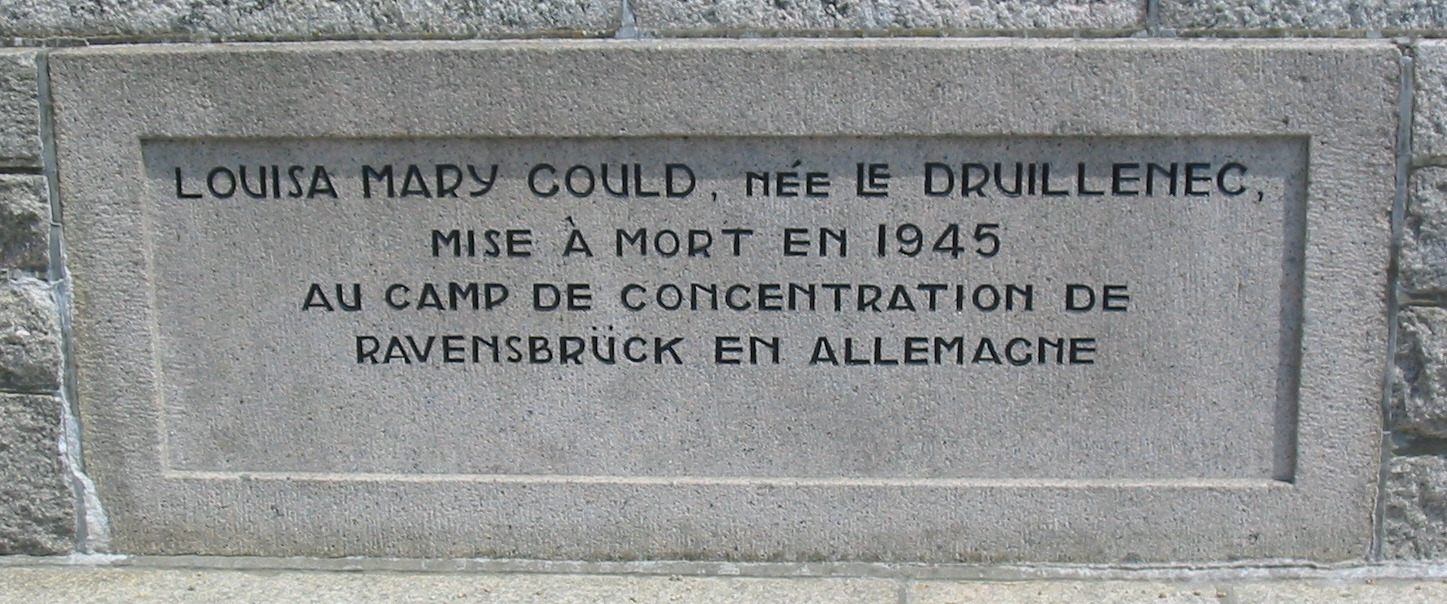
Plaque apposée sur le monument aux morts à Saint-Ouen, Jersey, en mémoire de Louisa Mary Gould : « Louisa Mary Gould, née Le Druillenec, mise à mort en 1945 au camp de concentration de Ravensbrück en Allemagne ».

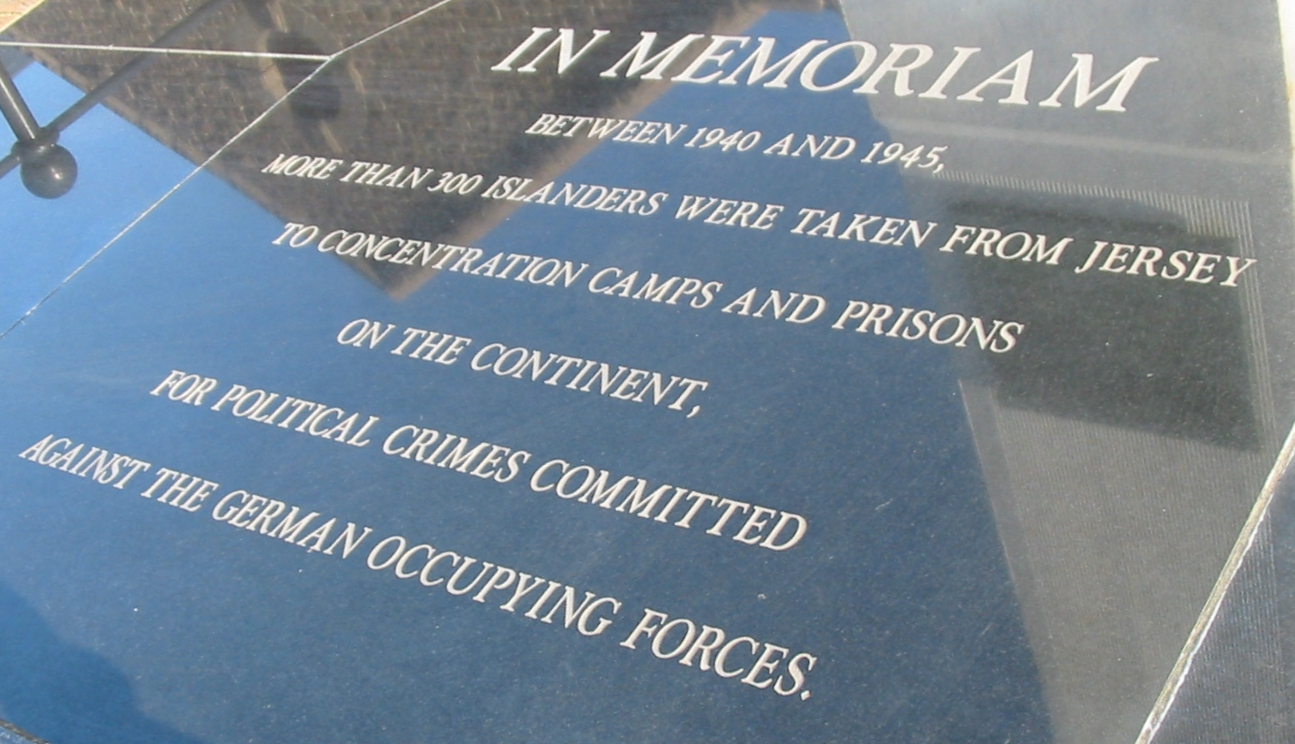
Monument aux morts à Saint-Hélier, Jersey : « Pour mémoire : entre 1940 et 1945, plus de 300 insulaires ont été emmenés de Jersey dans des camps de concentration et des prisons sur le continent, pour des crimes politiques commis contre les forces d'occupation allemandes. »

Des actes de résistance passive ont toutefois lieu, incluant des actes mineurs de sabotage, des aides pour cacher des prisonniers et les aider à s'évader (comme pour le Juste parmi les nations Albert Bedane) et la publication de journaux clandestins reprenant les informations de la BBC. Les habitants des îles rejoignent également la campagne de Winston Churchill du signe V en recouvrant les symboles nazis (sur les affiches, sur les murs) par cette lettre V (pour Victoire). Un autre acte de résistance passive est d'écouter de manière privée les émissions de radio de la BBC, ce qui était interdit lors des premières semaines d'occupation, et (de manière surprenante vu la politique appliquée ailleurs en Europe occupée) toléré par la suite avant d'être de nouveau prohibé. Plus tard, cette politique est même portée à un degré supérieur : l'occupant interdit d'écouter quelque programme radio que ce soit (y compris les radios allemandes et le programme anglophone nazi du propagandiste William Joyce) confisque tout poste radio sans fil. Néanmoins, beaucoup d'habitants réussissent à cacher leurs postes aux autorités allemandes, ou à bricoler des récepteurs à cristal et peuvent donc continuer à écouter la BBC malgré le risque que cela représente. Il faut noter aussi que, l'information circulant entre voisins, il suffit qu'un petit nombre seulement de personnes écoute ces programmes pour permettre à une grande majorité de la population de se tenir au courant,.
Plusieurs habitants des îles réussissent à s'en enfuir (comme le futur Bailli de Jersey, Peter Crill). Ces évasions augmentent après le débarquement de Normandie le 6 juin 1944, alors que les conditions de vie dans les îles sont devenues plus difficiles à cause de l'interruption du ravitaillement depuis le continent et que la volonté de participer à la libération de l'Europe occupée grandit parmi les habitants.
La politique générale des dirigeants des îles, telle qu'elle avait été définie par le gouvernement britannique, est une politique de coopération passive, malgré les critiques qui ont pu être formulées (notamment par rapport à la question du traitement des Juifs dans les îles). Les quelques Juifs résidents des îles (pour la plupart des membres de l'Église d'Angleterre qui ont un ou deux grands-parents juifs et qui sont donc considérés comme des Juifs par les Allemands) sont frappés par neuf mesures contre les Juifs (Orders Pertaining to Measures Against the Jews), notamment : fermeture des commerces ou des entreprises tenus par des juifs (ou placement de ces commerces sous administration « aryenne »), confiscation de tous les postes radio sans fil, résidence forcée à domicile mis à part une autorisation de sortie d'une heure par jour…
La déclassification des documents a montré qu'à Jersey et à Guernesey, la politique de collaboration des édiles et notamment du bailli Victor Carey a abouti à la dénonciation de nombreux Juifs et à la déportation à Auschwitz de Juifs réfugiés sur l'île,.
Quelques femmes des îles ont des relations avec des soldats allemands, bien que cela soit décrié par la majorité des habitants. Ces femmes reçoivent le sobriquet péjoratif de Jerry-bag (qu'on pourrait traduire, plus ou moins, par Sac à Boche).
Le manque de monnaie à Jersey amène les Allemands à demander à l'artiste jersiais Edmond Blampied de dessiner de nouvelles pièces pour des valeurs de 6 pence, 1 shilling, 2 shillings, 10 shillings et 1 pound, qui sortent en 1942. Un an après, on lui demande de dessiner de nouveaux timbres pour le service postal des îles. À cette occasion, Edmond Blampied accomplit un acte de résistance, en incluant de manière cachée les initiales GR sur le timbre de 3 pence, comme signe de sa loyauté au roi George VI.

### Réaction du gouvernement britannique

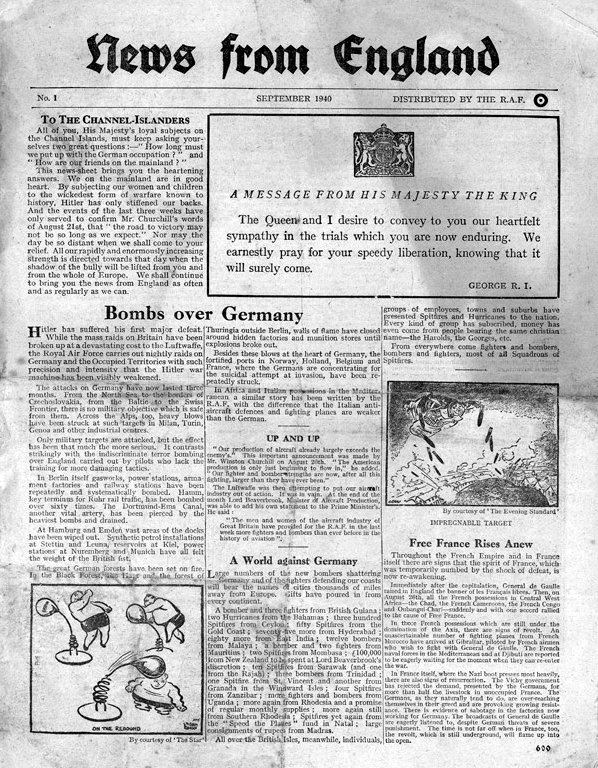
Journal News from England ("Nouvelles d'Angleterre"), largué sur les îles par la RAF en 1940.

La réaction du gouvernement britannique à l'invasion allemande des îles est d'abord d'informer la presse par le ministre de l'Information quelque temps après l'arrivée des Allemands.
Le 6 juin 1940, le 2d lieutenant Hubert Nicolle, un Guernesiais servant dans l'Armée britannique, est envoyé sur Guernesey pour une mission de collecte d'informations. Déposé au sud de la côte de Guernesey par un sous-marin, il gagne le rivage avec un canot, sous le couvert de la nuit. C'est la première des deux visites que Nicolle a effectuées dans les îles. Après la seconde visite, il échoue à atteindre son point de rendez-vous afin d'être récupéré et ramené en Angleterre. Il se cache alors sur l'île, mais après un mois et demi de cache, il se rend lui-même aux autorités allemandes et est envoyé dans un camp allemand de prisonniers de guerre.
Durant la nuit du 14 juillet 1940, l'opération Ambassador est lancée sur l'île de Guernesey. Mais celle-ci est un échec car les troupes allemandes sont introuvables sur l'île et les Britanniques doivent rembarquer sans avoir réussi à engager le combat ni à détruire d'infrastructures militaires allemandes.
Durant la nuit du 3 au 4 octobre 1942, un commando britannique mène une opération sur l'île de Sercq, l'opération Basalt, au cours duquel des soldats allemands sont capturés et certains tués lors d'échanges de coups de feu.
En 1943, le vice-amiral Louis Mountbatten proposa un plan pour reprendre les îles, l'opération Constellation, qui ne fut finalement pas montée.

### Fortifications

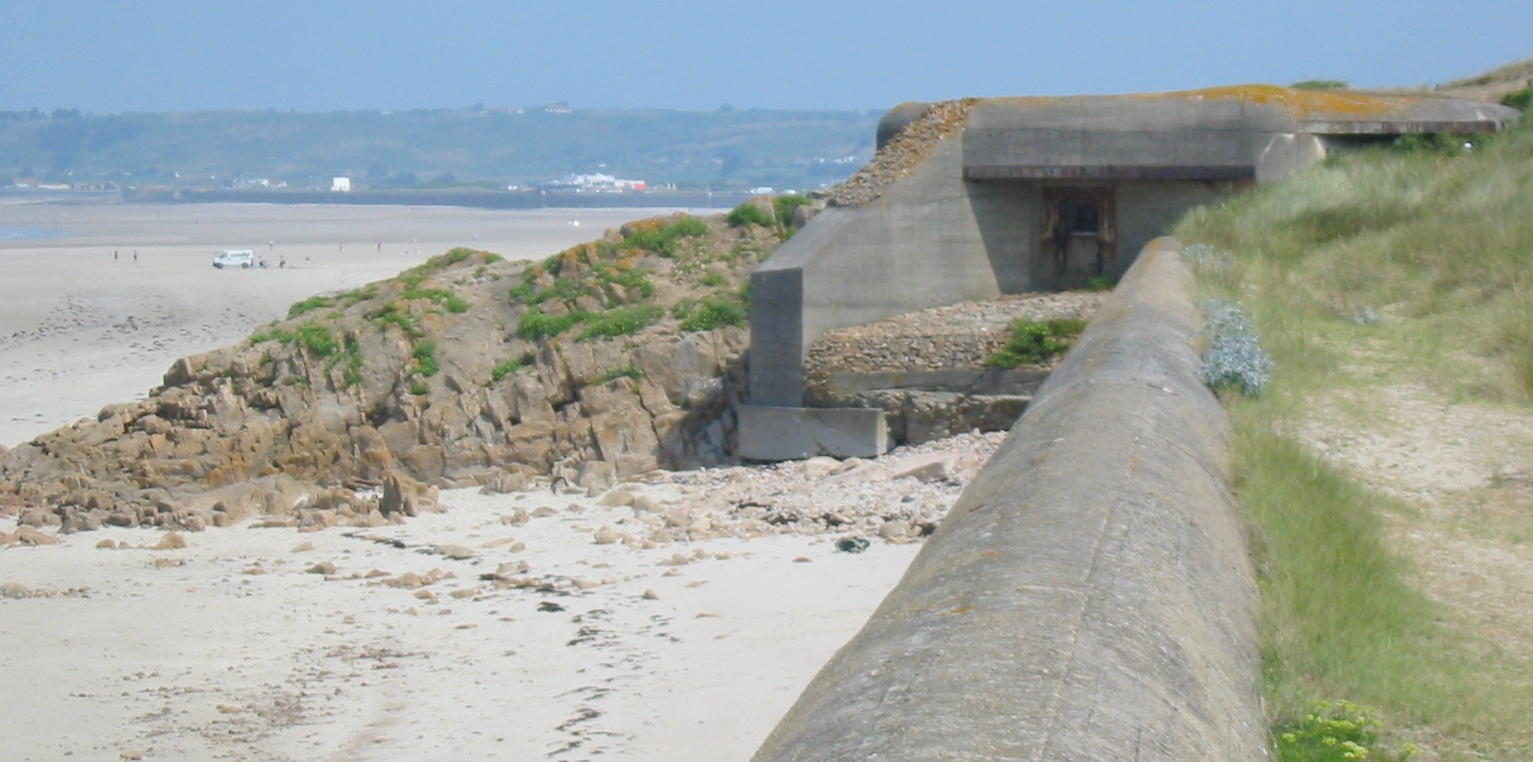
Bunker sur la baie de Saint-Ouen, Jersey.

En tant que partie prenante du Mur de l'Atlantique, les forces allemandes d'occupation ainsi que l'Organisation Todt construisent, de 1940 à 1945, des fortifications le long des côtes des îles. La plupart de la main-d'œuvre est constituée de soldats allemands, mais certains prisonniers de guerre russes sont aussi mis à contribution de manière forcée. Le camp de concentration Sylt, à Aurigny, envoie de nombreux prisonniers à cette fin.
Les îles sont considérablement fortifiées, devenant de véritables places fortes, notamment l'île d'Aurigny, la plus proche des côtes françaises. Hitler décrète que 10 % de l'acier et du béton consacré à la constitution du Mur de l'Atlantique serait affecté à la fortification des îles, notamment dans la volonté de garder, pour la propagande, des territoires britanniques sous domination allemande. Un grand nombre de bunkers et d'installation allemandes peuvent encore de nos jours être vus sur les îles, certains ont été restaurés et ouverts au public.
En mai 1942, la batterie Lothringen (à Jersey), la batterie Strassburg (à Guernesey) et la batterie Elsass (à Aurigny) sont terminées et opérationnelles.

### Déportation

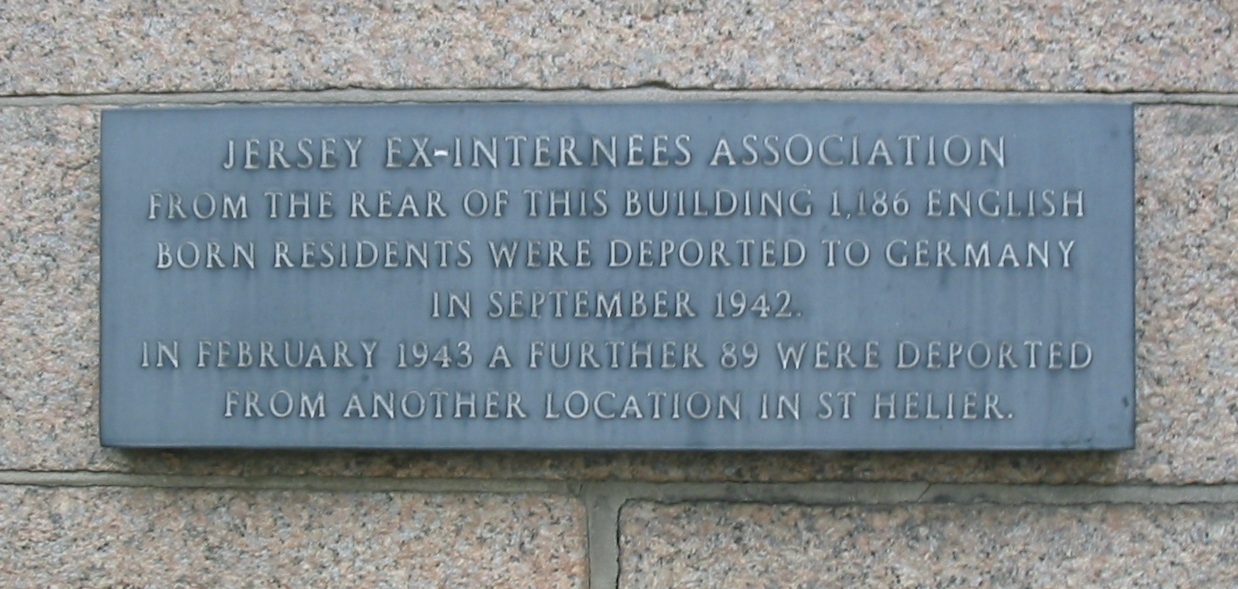
Plaque : « De ce bâtiment, 1186 résidents de naissance anglaise ont été déportés en Allemagne en septembre 1942. En février 1943, 89 autres ont été déportés depuis un autre endroit de Saint-Hélier. »

En 1942, les autorités allemandes décrètent que tous les habitants des îles qui n'étaient pas nés dans les îles, ainsi que tous les hommes ayant servi comme officiers durant la Première Guerre mondiale, doivent être déportés. La majorité d'entre eux est envoyée dans deux camps d'internement (« Internierungslager » ou Ilag) dans le sud de l'Allemagne : Ilag V-B à Biberach an der Riß en Bade-Wurtemberg et Ilag VII à Laufen en Bavière. Cela correspond à un ordre direct d'Hitler, en représailles à la déportation et l'internement par les Britanniques de civils allemands en Iran, et cela pour un ratio de vingt habitants des îles internés pour un Allemand à l'avoir été.

### Représentation à Londres
En tant que dépendance de la Couronne autogérée, les îles n'ont pas de représentants au Parlement du Royaume-Uni. Dans le but d'assurer aux insulaires qu'ils n'étaient pas oubliés, cette représentation est assurée par des personnes évacuées des îles ou vivant déjà au Royaume-Uni avant l'occupation. Une association, la Jersey Society in London, créée dans les années 1920, est le point de ralliement de la plupart des exilés insulaires. En 1943, plusieurs exilés de Guernesey font de même pour leur île en créant la Guernsey Society, faisant ainsi bénéficier d'un point de chute et d'un réseau aux personnes originaires de Guernesey. Ces groupes servent aussi à lancer une réflexion sur la reconstruction économique et sur les réformes politiques à mener une fois l'occupation terminée et les îles revenues sous giron britannique. Le pamphlet Nos Îles (titre original), publié à Londres en 1944 par un groupe de Jersiais et de Guernesiais, a été très influent, notamment lors de la réforme de la constitution des bailliages.
Bertram Falle, un Jersiais, est élu député de Portsmouth en 1910. Huit fois élu à la Chambre des communes, il devient membre de la Chambre des lords en 1934 avec le titre de Lord Portsea. Durant l'occupation, il représente les intérêts des insulaires et presse le gouvernement britannique de les aider au maximum dans leur situation critique, notamment après le débarquement de Normandie, alors que les îles, pas encore libérées, sont coupées à la fois des zones encore occupées par les Allemands et des zones déjà libérées par les Alliés.
Des comités d'insulaires se montent aussi un peu partout dans l'Empire britannique, pas uniquement en Grande-Bretagne. Un exemple est la fondation par le journaliste et écrivain Philip William Luce de la Vancouver Channel Islands Society en 1940, dont le but était de récolter de l'argent en faveur des évacués.

### Occupation pendant la reconquête alliée de l'Europe

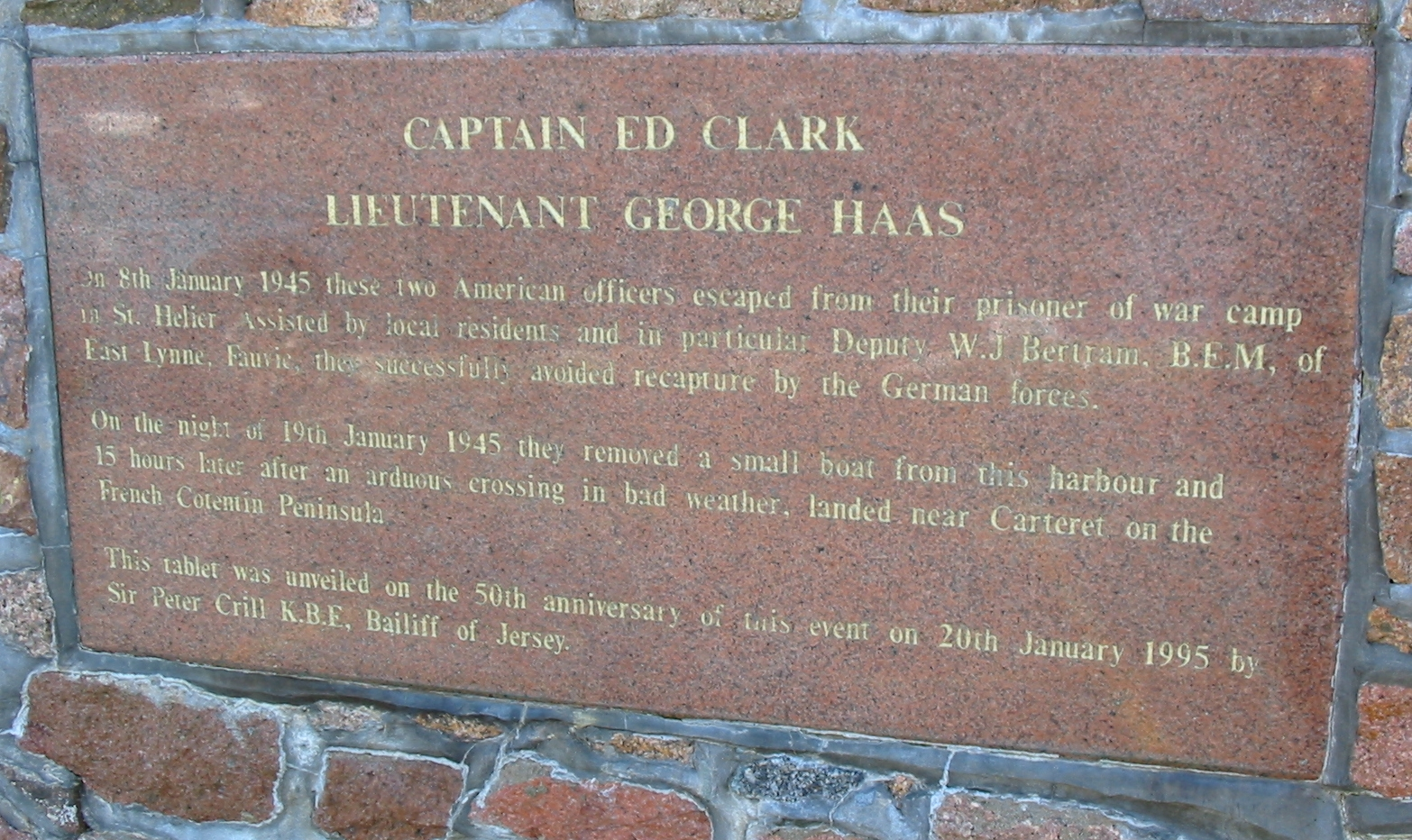
Plaque à Gorey : « Capitaine Ed Clark, Lieutenant George Haas : Le 8 janvier 1945 ces deux officiers américains se sont échappés de leur camp de prisonniers de guerre à Saint-Hélier. Aidés par les habitants locaux et en particulier le Député W.J. Bertram, Médaillé de l'Empire britannique, d'East Lynne, Fauvic, ils ont réussi à ne pas se faire reprendre par les forces allemandes. Pendant la nuit du 19 janvier 1945 ils ont emprunté un petit bateau sur le port et après 15 heures de navigation laborieuse avec une mauvaise météo, ils débarquèrent près de Carteret, dans la péninsule française du Cotentin. Cette plaque a été dévoilée pour le 50e anniversaire de cet événement le 20 janvier 1995 par Sir Peter Crill, Ordre de l'Empire britannique, Bailli de Jersey. »

En juin 1944, les forces alliées débarquent en Normandie et s'ensuit la bataille de Normandie. Les Alliés décident de ne pas tenter de reprendre les îles Anglo-Normandes à cause des lourdes fortifications construites par les Allemands et du faible intérêt stratégique, une fois qu'ils auraient établi une tête de pont sur le continent. Malgré le souhait de Rommel, Hitler refuse d'évacuer les troupes allemandes des îles Anglo-normandes pour renforcer le front (comme il le refuse pour les principaux ports sur la façade Atlantique)
Néanmoins, une des conséquences de la libération progressive du Cotentin puis de Saint-Malo, est que les lignes de ravitaillement allemandes depuis la France se trouvent coupées. Les vivres disponibles pour les insulaires, qui ont déjà diminué, se raréfient encore, ce qui amène les habitants des îles mais aussi les forces allemandes présentes à un état proche de la famine.
La réaction de Churchill face à la situation de la garnison allemande stationnée sur l'île est de les « laisser pourrir », même si cela implique que les habitants vont devoir subir le même sort. Il faut des mois de négociations sans cesse prolongées pour que le bateau de la Croix-Rouge Internationale, le Vega, soit autorisé à soulager les habitants affamés, en décembre 1944, en débarquant sur les îles des rations alimentaires, du sel, du savon mais aussi du matériel médical et chirurgical. Le Vega effectue encore cinq autres livraisons jusqu'à la libération des îles en mai 1945.
En 1944, la populaire actrice allemande Lil Dagover, avec une petite troupe théâtrale, vient sur les îles pour distraire les forces d'occupation allemandes à Jersey et Guernesey et leur remonter le moral.
Durant le raid de Granville, qui se déroule dans la nuit du 8 au 9 mars 1945, un commando allemand part des îles pour débarquer dans la ville normande de Granville, y trouver du ravitaillement et le ramener sur les îles.

## La libération et l'après-libération

### Libération
Malgré des plans de libération des îles, prévus et proposés par Lord Mountbatten, en 1943, dans le cadre de l'opération Constellation, visant à une reconquête militaire des îles, celle-ci n'a pas lieu. Les îles sont libérées seulement après la capitulation allemande.

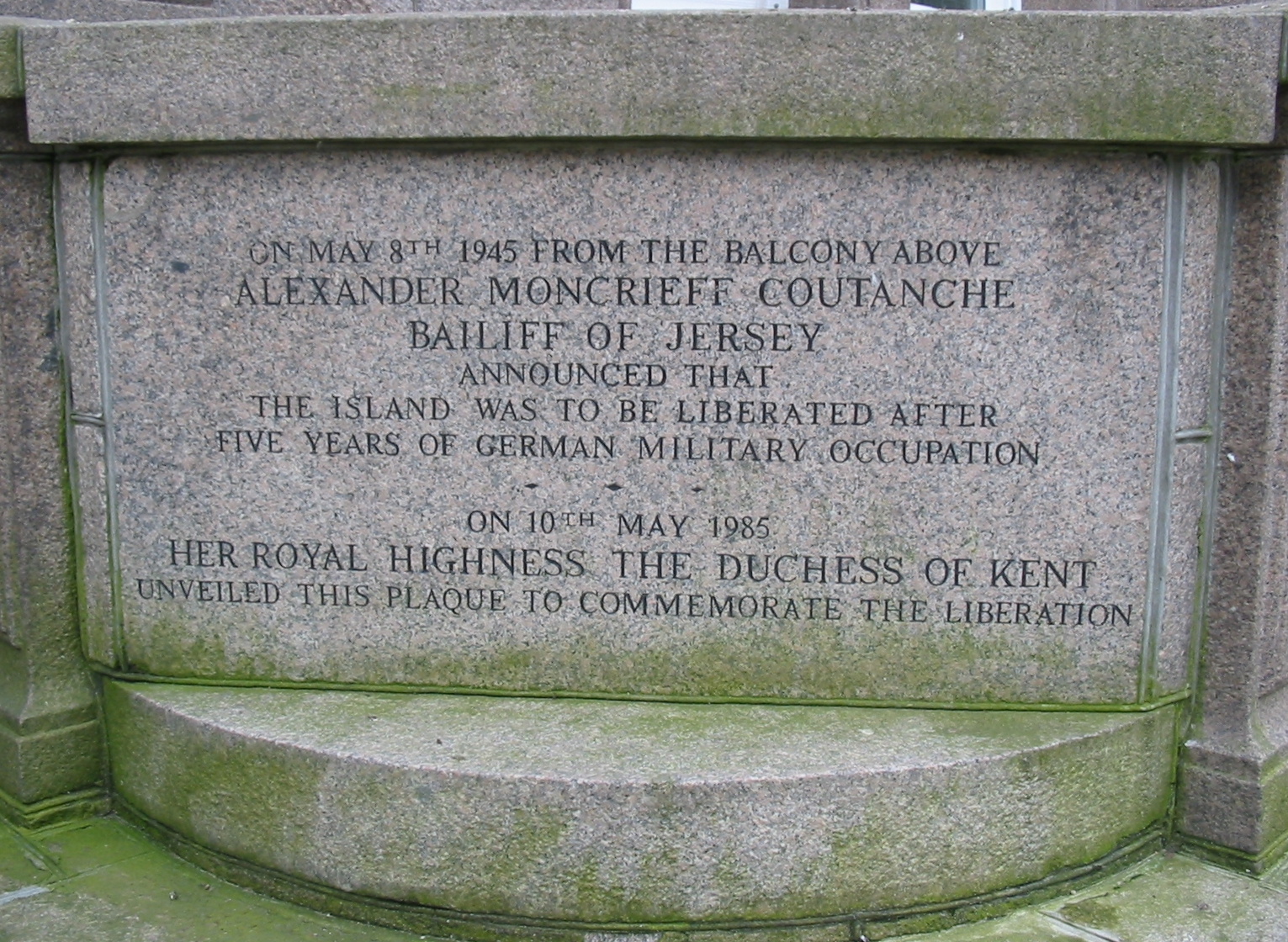
Plaque à la place du Marché (dite place Royale), Saint-Hélier : « Le 8 mai 1945 depuis le balcon situé au-dessus Alexander Moncrieff Coutanche, Bailli de Jersey, a annoncé que l'île allait être libérée après cinq années d'occupation militaire allemande. Le 10 mai 1985 Son Altesse Royale la duchesse de Kent dévoila cette plaque pour commémorer la Libération. »

Le 8 mai 1945 à 10 h 0 du matin, les insulaires sont informés par les autorités allemandes que la guerre est terminée. Winston Churchill a fait une déclaration radio-diffusée à 15 h 0 dans laquelle il annonce : « Les hostilités s'arrêteront officiellement une minute après minuit ce soir, mais dans l'intérêt de sauver des vies, le « cessez-le-feu » a commencé à être annoncé depuis hier sur tous les fronts, et nos chères îles Anglo-Normandes sont aussi sur le point d'être libérées ».

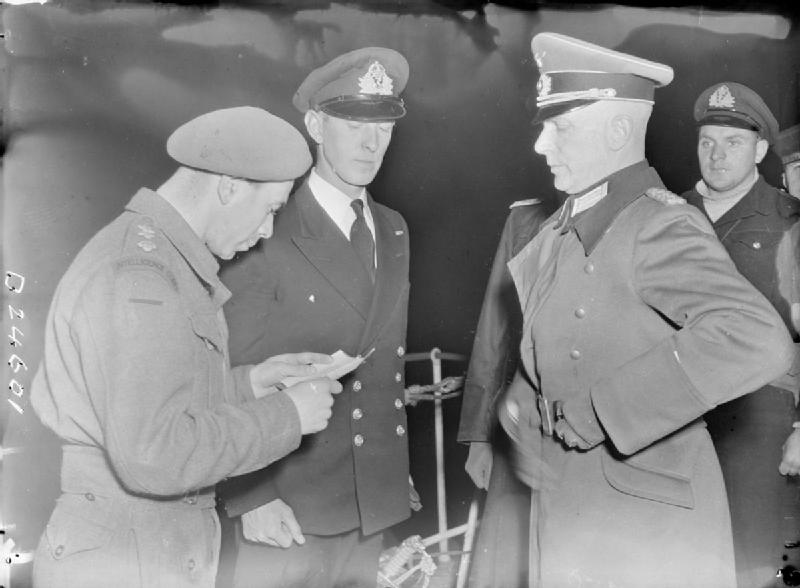
Le Generalmajor Heine, commandant allemand de Guernesey, arrive à bord du HMS Bulldog où il signe la capitulation des forces allemandes à Guernesey à 7 h 14, le 9 mai 1945.

Le matin suivant, le 9 mai 1945, le HMS Bulldog arrive à Saint-Pierre-Port, Guernesey. Les forces allemandes capitulent sans condition à son bord, à l'aube. Les forces britanniques débarquent à Saint-Pierre-Port juste après, accueillies par des foules joyeuses mais souffrant de malnutrition.
Le HMS Beagle, parti de Plymouth, joue le même rôle pour Jersey. Sur cette île, les forces britanniques ont la surprise de voir que le bureau de poste central avait déjà été libéré. M. Warder, un employé des postes, n'a pas attendu la capitulation officielle et l'arrivée des forces britanniques pour se rendre au bureau de poste et informer l'officier allemand qui en avait la charge qu'il en reprenait possession au nom des postes britanniques.

### Après la libération
À la suite de la libération, des allégations de collaboration avec les forces d'occupation concernant certains insulaires amènent à des instructions. En novembre 1946, le secrétaire d'État britannique à l'Intérieur, James Chuter Ede, informe la Chambre des communes que la plupart des allégations manquent de consistance et que seulement 12 cas de collaboration peuvent donner lieu à des accusations.
À Jersey et Guernesey, des lois sont votées pour confisquer rétroactivement les gains faits par les profiteurs et les tenants du marché noir : ces mesures affectent aussi ceux qui ont fait des profits légaux pendant les années d'occupation militaire.
Certaines Jersiaises ayant eu des relations avec des soldats allemands pendant l'occupation sont frappées par la vindicte populaire et doivent même être protégées par les forces britanniques de libération pour prévenir des débordements. 
Sur l'île de Sercq (qui est quasiment séparée en deux îles , Grande Sercq et Petite Sercq reliés par un isthme étroit et malcommode dénommé La Coupée, par analogie avec la planche étroite reliant un quai et un navire ) des centaines de prisonniers de guerre allemands sont réquisitionnés pour élargir le chemin muletier en créant des fondations en béton armé, une chaussée carrossable (les autos sont interdites à Sercq mais pas les tracteurs agricoles) et des rambardes en béton et acier , un chantier qui dura un peu plus de six mois et améliora nettement les conditions d'accès à Petite Sercq, essentiellement agricole, ainsi que l'accès aux touristes en visite.
Pendant deux ans après la libération, Aurigny est transformée en ferme commune. Certains travailleurs sont payés par leurs employeurs, alors que d'autres le sont grâce à une caisse commune gérée par l'administration locale et alimentée par les profits générés par les ventes des produits des fermes. L'argent restant est utilisé pour rembourser le gouvernement britannique des dépenses générées pour réparer ou reconstruire les infrastructures de l'île. Cette situation fait naître un certain ressentiment auprès de la population locale qui se sent dépossédée de ses propres terres. Cela conduit le gouvernement britannique à mener une commission sur la situation de l'île, qui débouche sur le Government of Alderney Law 1948, en vigueur à partir du 1er janvier 1949. Cette loi reforme les États d'Aurigny (States of Alderney), le parlement de l'île, amène la création d'un système judiciaire autocéphale, mais aussi pour la première fois dans l'histoire de l'île, d'un système d'imposition. La faible population de l'île fait naître des doutes sur sa capacité à s'autogérer, notamment sur des questions telles que l'administration et la maintenance du port et de l'aéroport, ainsi que sur la possibilité de maintenir une offre de services publics de niveau suffisant. Les impôts d'Aurigny sont, depuis, collectés par le bailliage de Guernesey (avec les mêmes taux que ceux appliqués à Guernesey). [réf. nécessaire]
Une des conséquences de l'occupation de Guernesey, et plus particulièrement de l'évacuation de la quasi-totalité des enfants d'âge scolaire, est une érosion de la culture insulaire. D'après le sentiment général, les « enfants partirent Guernesiais et revinrent Anglais ». C'est d'autant plus sensible pour l'utilisation du guernesiais ; la plupart des enfants qui parlaient couramment le guernesiais au moment de leur départ ne le font plus à leur retour cinq ans après.

### Procès pour crimes de guerre
Un procès pour crimes de guerre à l'encontre de l'ancien Hauptsturmführer SS Max List, qui commandait les camps de Norderney et de Sylt, a été engagé. Néanmoins, Max List ne s'est jamais présenté à ce procès et il semblerait avoir vécu près de Hambourg jusqu'à sa mort, dans les années 1980.

## Héritages de cette période

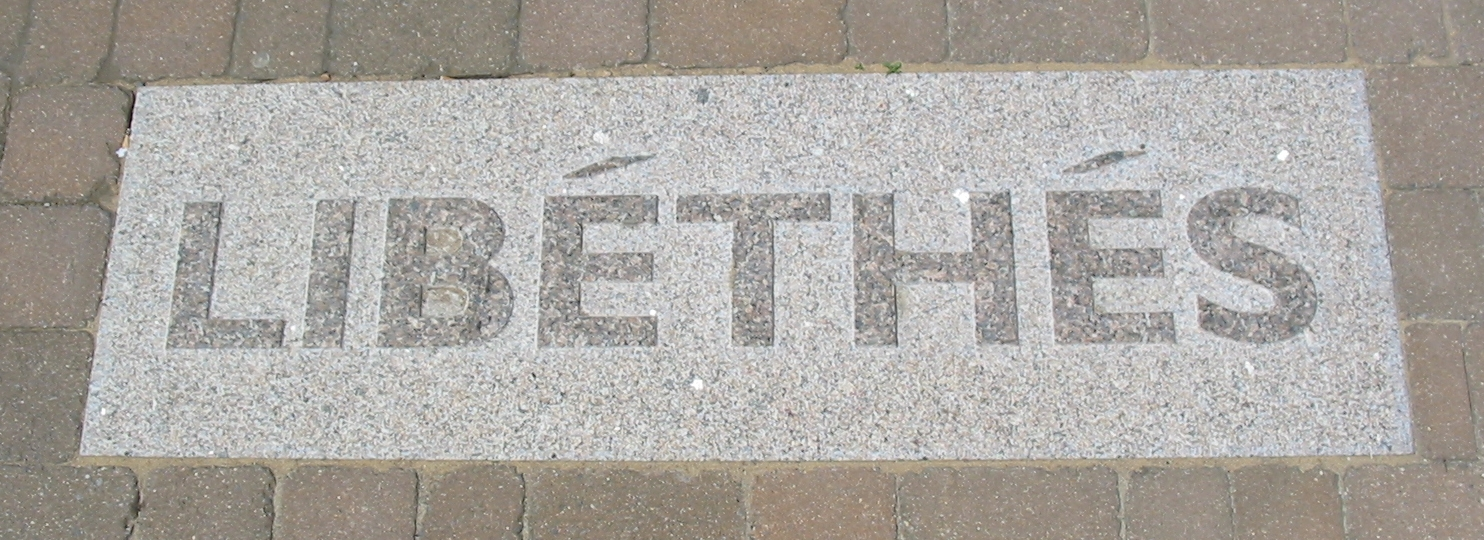
Une inscription, signifiant Libérés en jersiais, a été installée à La Pièche de l'Av'nîn, à Saint-Hélier pour marquer le de la Libération, en 2005.

Depuis la fin de l'occupation, le jour anniversaire de la Libération (9 mai) est célébré comme fête nationale, le Liberation Day. Mais, comme à Sercq, il n'y avait plus de population et donc pas de population libérée, c’est le retour des populations évacuées, le Homecoming Day, survenu le 15 décembre, qui y est fêté.
Un nombre non négligeable d'insulaires et de personnes évacuées ont publié leurs mémoires ou leurs journaux intimes.
Une société historique, la Channel Islands Occupation Society, a été fondée et s'occupe d'étudier cette période, de collecter les témoignages et de préserver les traces historiques.

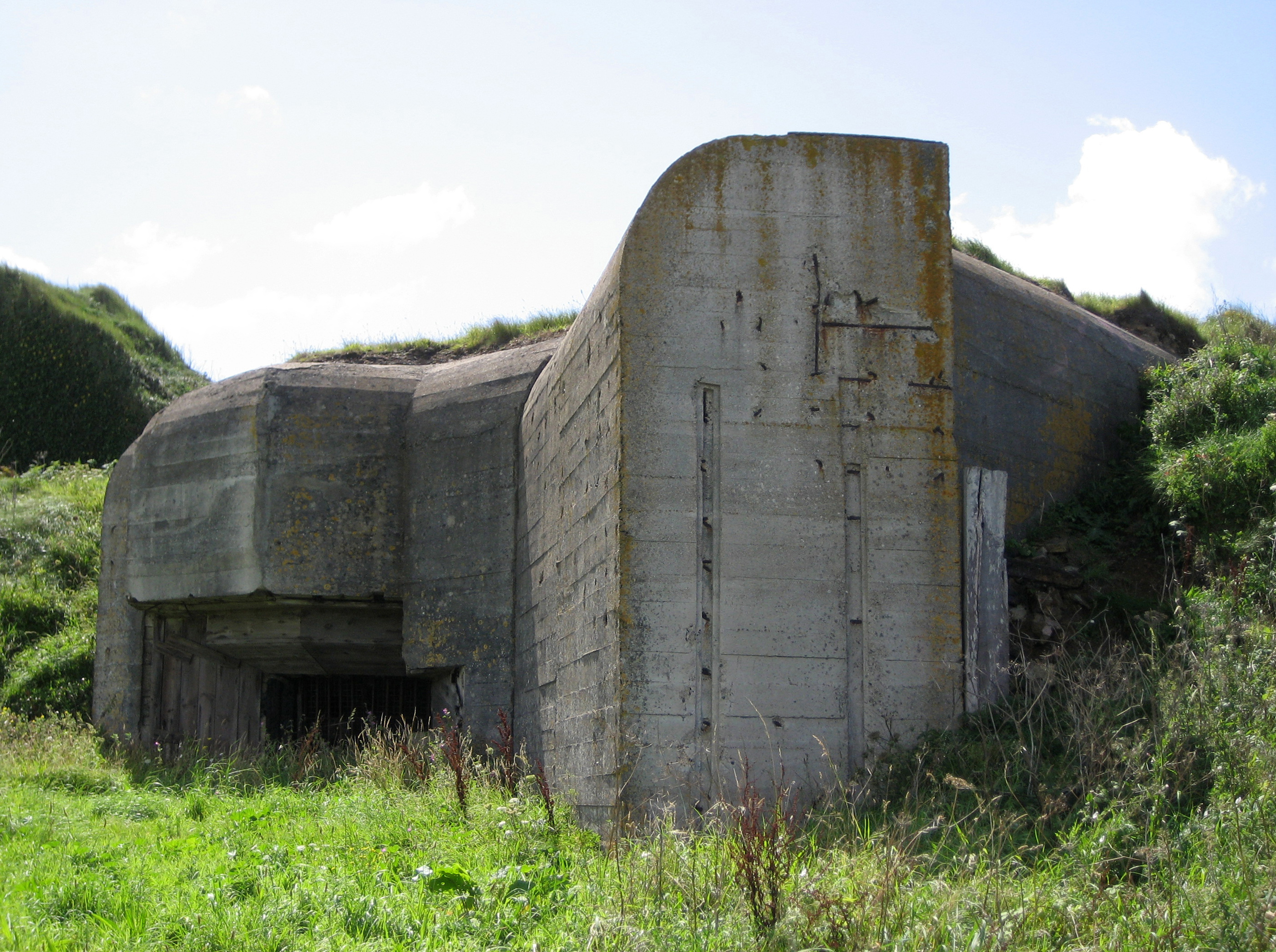
Sercq possède encore aujourd'hui des fortifications allemandes construites par les « travailleurs » du camp de concentration de l'île.

Plusieurs documentaires ont été tournés sur ce sujet, avec des images d'archive et des interviews d'insulaires ou de personnes évacuées. Celui ayant eu la plus grande diffusion est un documentaire britannique, réalisé par la société de production High Tide Productions, et appelé In Toni's Footsteps: The Channel Islands Occupation Remembered (Sur les traces de Toni : un souvenir de l'occupation des îles Anglo-Normandes), d'une durée de 52 minutes, retraçant l'histoire de Toni Kumpel, un soldat allemand stationné à Guernesey.
Plusieurs films et téléfilms ont aussi été tournés sur ce sujet, ou l'évoquent, notamment :
- le film britannique Appointment with Venus (1951), réalisé par Ralph Thomas, produit par Betty Box et dont le scénario a été écrit par Nicholas Phipps d'après un roman de Jerrard Tickell, avec dans les rôles principaux David Niven, Glynis Johns et George Coulouris. L'histoire se passe dans une île de fiction appelée Armorel reprenant des événements survenus à Sercq[26] ;
- la série britannique Enemy at the Door (1978-1980), écrite par James Andrew Hall, diffusée sur ITV du 21 janvier 1978 au 29 mars 1980, qui se déroule sur Guernesey, avec dans les rôles principaux Alfred Burke et Simon Cadell et qui a vu débuter Anthony Stewart Head[27] ;
- le téléfilm franco-américano-britannique Le Complot du Renard (Night of the Fox) (1990), réalisé par Charles Jarrott, scénario de Bennett Cohen, d'après le livre de Jack Higgins, diffusé initialement aux États-Unis sur A&E Network. Les rôles principaux sont tenus par George Peppard, Michael York et Andréa Ferréol. L'action se déroule à Jersey avant le Jour J[28] ;
- le film franco-américano-espagnol Les Autres (The Others) (2001), réalisé et écrit par Alejandro Amenábar, avec dans les rôles principaux Nicole Kidman et Christopher Eccleston. L'action se déroule à Jersey en 1945[29] ;
- la mini-série britannique Island at War (2004) de 6 épisodes de 70 minutes, diffusée sur ITV à partir du 11 juillet 2004, écrite par Stephen Mallatratt, et avec dans les rôles principaux James Wilby, Philip Glenister et Saskia Reeves. L'action se déroule sur une île de fiction St. Gregory, mais elle reprend des événements survenus à Jersey et à Guernesey. Quand la série a été diffusée aux États-Unis, sur PBS à partir du 23 janvier 2005, elle a été reformatée en 5 épisodes de 90 minutes[30].

Une pièce de théâtre, Dame of Sark de William Douglas-Home, se déroule à Sercq pendant l'occupation. Cette pièce de théâtre est basée sur le journal intime de la Dame de Sercq, Sybil Mary Collings Beaumont.
Les romans suivants se déroulent dans les îles occupées
- Jack Higgins (sous le pseudonyme de James Graham), A Game for Heroes, New York, Berkley, 1970,  (ISBN 9780425183045) ;
- Jerrard Tickell, Appointment with Venus, Londres, Kaye and Ward, 1976,  (ISBN 0-7182-1127-8) ;
- Derek Robinson, Kramer's War, Londres, Hamilton, 1977,  (ISBN 0-241-89578-2) ;
- Gerald Basil Edwards, The Book of Ebenezer Le Page (Angleterre 1981,  éd. fr. en 1982 sous le titre Sarnia) ;
- Lance Parkin, Just War, Londres, Doctor Who Books, 1996,  (ISBN 0-426-20463-8) ;
- Tim Binding, Island Madness, Londres, Picador, 1999,  (ISBN 0-330-35046-3) ;
- Charlotte Link, Les Roses de Guernesey (Die Rosenzüchterin), Cologne, BMG-Wort, 2000,  (ISBN 2-290-34756-6) ;
- Guy Walters, The Occupation, Londres, Headline, 2005,  (ISBN 0-7553-2066-2) ;
- Mary Ann Shaffer et Annie Barrows, Le cercle littéraire des amateurs d'épluchures de patates (The Guernsey Literary and Potato Peel Pie Society), New York, The Dial Press, 2008,  (ISBN 978-2-84111-371-2) ;
- Libby Cone, War on the Margins, Londres, Duckworth, 2009,  (ISBN 9780715638767).
- Jenny Lecoat, La clandestine de Jersey, Mercure de France, 2020. (ISBN 978-2-7152-5610-1). Roman d'après l’histoire vraie de Hedy Bercu, réfugiée juive autrichienne, présente à Jersey pendant toute l'occupation, et sauvée par Dorothea Le Brocq (déclarée juste parmi les nations).

Le film The Blockhouse (1973), réalisé par Clive Rees, scénario de Clive Rees et de John Gould, d'après un roman de Jean-Paul Clébert, avec dans les rôles principaux Peter Sellers et Charles Aznavour, a été tourné en partie à Guernesey, dans les bunkers allemands, alors que l'action est censée se dérouler en Normandie continentale.
Plusieurs fortifications allemandes ont été préservées et transformées en musées, notamment les hôpitaux souterrains de Jersey, le Hohlgangsanlage 8, et de Guernesey.
La Place de la Libération à Saint-Hélier, Jersey est devenue un pôle dynamique de la ville et une statue commémorative s'y dresse.